# Jos Kuipers
Jos Kuipers (Hoensbroek, 10 december 1961) is een Nederlands basketballer.
Kuipers speelde in de periode van 1970 tot 1988 als topsporter onder andere bij Nepomuk, Fresno State University, Nice, en EBBC Den Bosch. Op zijn palmares staan zeven landskampioenschappen, meerdere bekerkampioenschappen, 106 Europa Cup-wedstrijden, en een vice-wereldkampioenschap voor clubteams. Hij speelde ooit tegen Michael Jordan. Jos Kuipers is tegenwoordig weer op de basketbalvelden te zien als lid van Flesbek'98 uit 's-Hertogenbosch.